# ببین و یاد بگیر
«ببین و یاد بگیر» (انگلیسی: Watch n' Learn) یک ترانه است که توسط خواننده اهل باربادوس ریانا، برای ششمین آلبوم استودیویی خود تاک دت تاک (۲۰۱۱) ضبط شده‌است. «ببین و یاد بگیر» یک ترانه دنس‌هال با ویژگی‌های برجسته موسیقی رگی است.